# Давыдов, Валентин Иванович
Валентин Иванович Давыдов — советский хозяйственный, государственный и политический деятель.

## Биография
Родился в 1927 году в Тамбовской области в семье железнодорожника. Член КПСС.
С 1945 года — на хозяйственной и  общественной работе в Московском метрополитена имени В.И.Ленина. (освобожденный секретарь бюро организации КПСС). С 1956 г. — на партийной работе.(Инструктор, помощник Первого секретаря, заведующий отделом транспорта и связи Московского горкома КПСС, первый секретарь Перовского райкома КПСС города Москвы, первый
заместитель заведующего отделом транспорта и связи ЦК КПСС).            
Депутат Моссовета ряда созывов.
Делегат XXV съезда КПСС.               Награжден рядом орденов и медалей СССР.